# Automate rectifrons
Automate rectifrons är en kräftdjursart som beskrevs av Fenner A. Chace 1972. Automate rectifrons ingår i släktet Automate och familjen Alpheidae. Inga underarter finns listade i Catalogue of Life.